# Copa Intertoto 1964-65
La Copa Intertoto 1964-65 fue la cuarta edición del torneo de fútbol a nivel de clubes de Europa.
En esta edición participaron 45 equipos, 3 menos que en la edición anterior y aparecieron por primera vez equipos de Bulgaria y Grecia.
El torneo se vio afectado por la intromisión de la UEFA, en que advirtió a los equipos clasificados para la Copa Europea y para la Recopa de Europa de fútbol que participaran en el torneo hasta el receso de verano, ya que si participaban en la ronda de eliminación directa de esta edición de la Copa Intertoto se les descalificaba de los torneos de la UEFA, o abandonaban la Copa Intertoto.
El Polonia Bytom de Polonia, subcampeón de la edición anterior, venció en la final al Lokomotive Leipzig de Alemania Oriental para proclamarse campeón por primera vez en la primera final de la Copa Intertoto que se jugó a dos partidos.

## Fase de grupos
Los equipos fueron divididos en 11 grupos de 4 equipos en vista de que fue imposible armar 12 grupos, los cuales fueron distribuidos geográficamente. En la zona A fueron ubicados los equipos de Bélgica, Países Bajos, Suiza y Alemania Occidental; en la zona B se ubicaron los clubes de Austria, Bulgaria, Checoslovaquia y Alemania Oriental; mientras que en la zona C (de solo 3 grupos) se ubicaron los clubes de Francia, Grecia y Suecia, y 1 de Checoslovaquia, Polonia y Alemania Occidental, más 2 de Yugoslavia. Los ganadores de cada grupo avanzaron a la siguiente ronda.

### Grupo A1
| Club            | G | E | P | GF | GC | Pts. |
| --------------- | - | - | - | -- | -- | ---- |
| Hertha Berlin   | 2 | 3 | 1 | 12 | 12 | 7    |
| Feyenoord       | 2 | 2 | 2 | 9  | 7  | 6    |
| Lausanne Sports | 1 | 4 | 1 | 14 | 14 | 6    |
| Standard Liège  | 2 | 1 | 3 | 8  | 10 | 5    |

|     | HER | FEY | LAU | STA |
| --- | --- | --- | --- | --- |
| HER |     | 1-0 | 4-4 | 2-1 |
| FEY | 1-1 |     | 0-2 | 2-0 |
| LAU | 3-3 | 3-3 |     | 1-1 |
| STA | 3-1 | 0-3 | 3-1 |     |

### Grupo A2
| Club                   | G | E | P | GF | GC | Pts. |
| ---------------------- | - | - | - | -- | -- | ---- |
| DWS                    | 4 | 0 | 2 | 14 | 6  | 8    |
| La Chaux-de-Fonds      | 3 | 1 | 2 | 9  | 10 | 7    |
| Eintracht Braunschweig | 3 | 1 | 2 | 9  | 10 | 7    |
| Beringen               | 1 | 0 | 5 | 11 | 17 | 2    |

|     | DWS | LCF | BRA | BER |
| --- | --- | --- | --- | --- |
| DWS |     | 1-2 | 4-0 | 5-0 |
| LCF | 0-1 |     | 2-1 | 3-1 |
| BRA | 2-0 | 1-1 |     | 2-1 |
| BER | 2-3 | 5-1 | 2-3 |     |

### Grupo A3
| Club           | G | E | P | GF | GC | Pts. |
| -------------- | - | - | - | -- | -- | ---- |
| Kaiserslautern | 4 | 2 | 0 | 8  | 0  | 10   |
| Enschede       | 2 | 3 | 1 | 11 | 7  | 7    |
| Beerschot      | 1 | 4 | 1 | 5  | 5  | 6    |
| Grenchen       | 0 | 1 | 5 | 3  | 15 | 1    |

|     | KAI | ENS | BEE | GRE |
| --- | --- | --- | --- | --- |
| KAI |     | 0-0 | 1-0 | 3-0 |
| ENS | 0-2 |     | 1-1 | 5-0 |
| BEE | 0-0 | 2-2 |     | 1-1 |
| GRE | 0-2 | 2-3 | 0-1 |     |

### Grupo A4
| Club        | G | E | P | GF | GC | Pts. |
| ----------- | - | - | - | -- | -- | ---- |
| RFC Lieja   | 4 | 2 | 0 | 10 | 3  | 10   |
| NAC Breda   | 3 | 2 | 1 | 17 | 8  | 8    |
| Young Boys  | 1 | 2 | 3 | 13 | 21 | 4    |
| Saarbrücken | 0 | 2 | 4 | 6  | 14 | 2    |

|     | LIE | NAC | YOU | SAA |
| --- | --- | --- | --- | --- |
| LIE |     | 0-0 | 3-3 | 3-0 |
| NAC | 0-1 |     | 6-2 | 3-0 |
| YOU | 0-2 | 3-6 |     | 3-2 |
| SAA | 0-1 | 2-2 | 2-2 |     |

### Grupo B1
| Club               | G | E | P | GF | GC | Pts. |
| ------------------ | - | - | - | -- | -- | ---- |
| Lokomotive Leipzig | 4 | 1 | 1 | 15 | 10 | 9    |
| Vojvodina          | 2 | 2 | 2 | 17 | 15 | 6    |
| Jednota Trenčín    | 3 | 0 | 3 | 14 | 12 | 6    |
| First Vienna       | 1 | 1 | 4 | 8  | 17 | 3    |

|     | LOK | VOJ | JED | FIR |
| --- | --- | --- | --- | --- |
| LOK |     | 4-4 | 3-0 | 4-1 |
| VOJ | 1-2 |     | 2-3 | 5-2 |
| JED | 3-0 | 3-4 |     | 5-1 |
| FIR | 1-2 | 1-1 | 2-0 |     |

### Grupo B2
| Club           | G | E | P | GF | GC | Pts. |
| -------------- | - | - | - | -- | -- | ---- |
| Empor Rostock  | 4 | 0 | 2 | 13 | 11 | 8    |
| Gwardia Warsaw | 3 | 0 | 3 | 14 | 19 | 6    |
| Norrköping     | 2 | 1 | 3 | 12 | 10 | 5    |
| Radnički Niš   | 2 | 1 | 3 | 13 | 12 | 5    |

|     | EMP | GWA | NOR | RAD |
| --- | --- | --- | --- | --- |
| EMP |     | 5-1 | 2-1 | 3-1 |
| GWA | 4-1 |     | 1-5 | 4-2 |
| NOR | 1-2 | 1-3 |     | 2-2 |
| RAD | 3-0 | 5-1 | 0-2 |     |

### Grupo B3
| Club             | G | E | P | GF | GC | Pts. |
| ---------------- | - | - | - | -- | -- | ---- |
| Szombierki Bytom | 4 | 0 | 2 | 13 | 9  | 8    |
| Košice           | 3 | 2 | 1 | 11 | 8  | 8    |
| Vorwärts Berlin  | 2 | 1 | 3 | 5  | 9  | 5    |
| Wiener SC        | 1 | 1 | 4 | 10 | 13 | 3    |

|     | SZO | KOS | VOR | WSC |
| --- | --- | --- | --- | --- |
| SZO |     | 3-0 | 2-0 | 3-1 |
| KOS | 4-2 |     | 3-0 | 3-2 |
| VOR | 2-0 | 0-0 |     | 1-3 |
| WSC | 2-3 | 1-1 | 1-2 |     |

### Grupo B4
| Club            | G | E | P | GF | GC | Pts. |
| --------------- | - | - | - | -- | -- | ---- |
| Karl-Marx-Stadt | 3 | 2 | 1 | 12 | 6  | 8    |
| Tatran Prešov   | 2 | 3 | 1 | 12 | 8  | 7    |
| Odra Opole      | 2 | 2 | 2 | 6  | 6  | 6    |
| Spartak Pleven  | 0 | 3 | 3 | 6  | 16 | 3    |

|     | KMS | TAT | ODR | SPA |
| --- | --- | --- | --- | --- |
| KMS |     | 0-0 | 0-2 | 6-2 |
| TAT | 1-4 |     | 1-1 | 6-1 |
| ODR | 1-2 | 0-2 |     | 1-0 |
| SPA | 0-0 | 2-2 | 1-1 |     |

### Grupo C1
| Club                 | G | E | P | GF | GC | Pts. |
| -------------------- | - | - | - | -- | -- | ---- |
| Malmö FF             | 4 | 2 | 0 | 18 | 5  | 10   |
| Toulouse             | 3 | 1 | 2 | 12 | 11 | 7    |
| NK Dinamo            | 2 | 0 | 4 | 10 | 12 | 4    |
| Panionios/Olympiacos | 1 | 1 | 4 | 6  | 18 | 3    |

|     | MAL | TOU | DIN | GRE |
| --- | --- | --- | --- | --- |
| MAL |     | 5-1 | 4-0 | 5-1 |
| TOU | 1-1 |     | 3-1 | 3-0 |
| DIN | 1-2 | 2-1 |     | 5-0 |
| GRE | 1-1 | 2-3 | 2-1 |     |

El Olympiakos jugó 2 partidos (de visita con el NK Dinamo y de local contra el Toulouse) antes de abandonar el torneo y cederle su lugar a sus compatriotas del Panionios.

### Grupo C2
| Club                | G | E | P | GF | GC | Pts. |
| ------------------- | - | - | - | -- | -- | ---- |
| Slovnaft Bratislava | 4 | 1 | 1 | 19 | 6  | 9    |
| AIK                 | 3 | 0 | 3 | 11 | 15 | 6    |
| Sarajevo            | 2 | 1 | 3 | 11 | 6  | 5    |
| Angers              | 2 | 0 | 4 | 5  | 19 | 4    |

|     | SLO | AIK | SAR | ANG |
| --- | --- | --- | --- | --- |
| SLO |     | 7-1 | 1-0 | 4-0 |
| AIK | 3-2 |     | 2-0 | 4-1 |
| SAR | 2-2 | 2-0 |     | 7-0 |
| ANG | 0-3 | 3-1 | 1-0 |     |

### Grupo C3
| Club          | G | E | P | GF | GC | Pts. |
| ------------- | - | - | - | -- | -- | ---- |
| Polonia Bytom | 3 | 1 | 2 | 18 | 6  | 7    |
| Lens          | 3 | 1 | 2 | 15 | 9  | 7    |
| Schalke 04    | 3 | 1 | 2 | 10 | 12 | 7    |
| Degerfors     | 1 | 1 | 4 | 4  | 20 | 3    |

|     | POL | LEN | S04 | DEG |
| --- | --- | --- | --- | --- |
| POL |     | 4-0 | 6-0 | 6-0 |
| LEN | 3-1 |     | 2-2 | 6-0 |
| S04 | 2-0 | 2-1 |     | 4-1 |
| DEG | 1-1 | 0-3 | 2-0 |     |

## Primera Ronda
- Se concedió la clasificación directa a los rivales de DWS y del Malmö FF por su participación en la European Cup de 1964/65, y no se les permitió participar en la Copa Intertoto tras el receso de verano.
- Los clubes restantes fueron distribuidos en 3 series de eliminación directa y 3 clasificaron directamente a cuartos de final. Los clasificados directos fueron Hertha de Berlín, Lokomotive Leipzig y Polonia Bytom. Este mecanismo reemplazó al anterior de clasificar a los mejores perdedores de esta fase.

| Equipo 1           | Agr. | Equipo 2            | Ida | Vuelta |
| ------------------ | ---- | ------------------- | --- | ------ |
| Hertha Berlin      | Bye  | –                   | –   | –      |
| Kaiserslautern     | 2–4  | Slovnaft Bratislava | 1–1 | 1–3    |
| Lokomotive Leipzig | Bye  | –                   | –   | –      |
| Malmö FF           | Bye  | –                   | –   | –      |
| Liège              | 1–0  | Szombierki Bytom    | 0–0 | 1–0    |
| Empor Rostock      | 1–2  | Karl-Marx-Stadt     | 0–1 | 1–1    |
| Polonia Bytom      | Bye  | –                   | –   | –      |

## Cuartos de final
- El Malmö FF fue eliminado en la European Cup 1964-65, y retornó al torneo; pero el DWS continuaba vivo en la Copa Europea, por lo que abandonaron el torneo.
- Como resultado, los clubes restantes fueron divididos en 3 enfrentamientos a eliminación directa y uno avanzó directamente a semifinales, en este caso fue el Liège.

| Equipo 1           | Agr. | Equipo 2            | Ida | Vuelta |
| ------------------ | ---- | ------------------- | --- | ------ |
| Hertha Berlin      | 5–2  | Slovnaft Bratislava | 5–0 | 0–2    |
| Lokomotive Leipzig | 5–2  | Malmö FF            | 4–1 | 1–1    |
| Liège              | Bye  | –                   | –   | –      |
| Karl-Marx-Stadt    | 3–4  | Polonia Bytom       | 2–0 | 1–4    |

## Semifinales
| Equipo 1         | Agr. | Equipo 2           | Ida | Vuelta |
| ---------------- | ---- | ------------------ | --- | ------ |
| Hertha de Berlín | 1–8  | Lokomotive Leipzig | 1–4 | 0–4    |
| Liège            | 2–3  | Polonia Bytom      | 1–0 | 1–3    |

## Final
| Equipo 1           | Agr. | Equipo 2      | Ida | Vuelta |
| ------------------ | ---- | ------------- | --- | ------ |
| Lokomotive Leipzig | 4–5  | Polonia Bytom | 3–0 | 1–5    |

| 9 de junio de 1965 | Lokomotiv Leipzig                                 | 3-0     | Polonia Bytom | Zentralstadion, Leipzig                                    |                                                            |
|                    | Frenzel 18' · Trölitsch 48' (pen.) · Giessner 75' | Reporte |               | Asistencia: 10 000 espectadores Árbitro(s): Branko Tešanić | Asistencia: 10 000 espectadores Árbitro(s): Branko Tešanić |

| 16 de junio de 1965 | Polonia Bytom                                                                       | 5-1 (Global 5-4) | Lokomotiv Leipzig | Stadion Szombierek, Bytom                                  |                                                            |
|                     | Bramka 23' (aut.) · Grzegorczyk 32' (pen.) · Jóźwiak 41' · Banas 70' · Pogrzeba 88' | Reporte          | Lowe 20'          | Asistencia: 30 000 espectadores Árbitro(s): Joseph Heymann | Asistencia: 30 000 espectadores Árbitro(s): Joseph Heymann |

## Campeón
|                                   |
| Bandera de Polonia                |
| Campeón Polonia Bytom 1.er título |